# Hesperis turkmendaghensis
Hesperis turkmendaghensis är en korsblommig växtart som beskrevs av A. Duran och A. Ocak. Hesperis turkmendaghensis ingår i släktet hesperisar, och familjen korsblommiga växter. Inga underarter finns listade i Catalogue of Life.